# Joseph Wambaugh

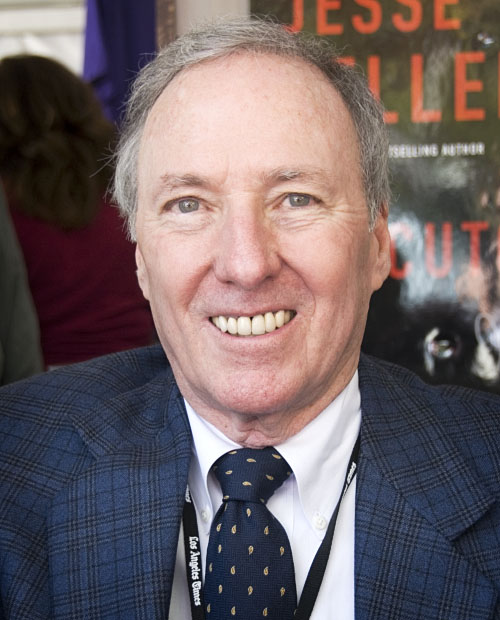
Joseph Wambaugh anlässlich des LA Times Festival of Books 2010

Joseph Aloysius Wambaugh, Jr. (* 22. Januar 1937 in East Pittsburgh, Pennsylvania; † 28. Februar 2025 in Rancho Mirage, Kalifornien) war ein US-amerikanischer Autor von Kriminal- und Tatsachenromanen.

## Leben
Nach seinem Wehrdienst bei den US Marines und einem Studium am Chaffey College in Rancho Cucamonga, Kalifornien, das er nach bestandener Zwischenprüfung beendete, wechselte der Polizistensohn 1960 selbst zur Polizei. Wambaughs Bücher basieren auf seinen eigenen Erfahrungen während seiner Zeit beim Los Angeles Police Department, wo er es in 14 Jahren vom Streifenpolizisten zum Detective Sergeant brachte und nebenher auch noch ein Studium an der California State University in Los Angeles absolvierte und erfolgreich abschloss.
Sein erster Roman The New Centurions (1970, dt. Nachtstreife) beschreibt dann auch den Weg junger Polizisten durch die Polizeischule, ihre ersten Einsätze bis hin zu den durch eine polizeiliche Verhaftung ausgelösten Unruhen 1965 in Watts bei Los Angeles, die damals einige Tote und tausende Verletzte forderten. Sowohl seine Sachkenntnis als auch sein spannender Schreibstil machten das Buch, das kurze Zeit darauf verfilmt wurde, zu einem Welterfolg.
Wambaugh sollte auf Wunsch von Jeffrey MacDonald ein Buch über den MacDonalds-Fall schreiben, was nach jahrelangen Verhandlungen jedoch nicht zustande kam.
In The Blue Knight (1972, dt. Der müde Bulle), seinem zweiten Roman, geht es um die letzten drei Diensttage eines Polizisten, der im Laufe seiner Dienstzeit den Weg der Vorschriften verlassen hat und seinen Bezirk „auf seine Weise“ unter Kontrolle hält, bis er schließlich damit scheitert. Auch dieses Buch wurde verfilmt und diente sogar als Grundlage für eine Serie. 1973 veröffentlicht er dann mit The Onion Field (dt. Tod im Zwiebelfeld) einen Tatsachenroman, der die wahre Geschichte eines Polizisten beschreibt, der einem Mordanschlag entkommt, bei dem ein Kollege stirbt, und der mit den psychologischen Folgen danach und während des langjährigen Prozesses gegen die Täter kämpft.
Wambaughs Schilderung der Innenansichten, aber auch seine zunehmende Bekanntheit führten dazu, dass er vom Polizeidienst beurlaubt wurde und 1975 ganz ausschied. In dieser Zeit arbeitete er auch an der TV-Serie Police Story, die in loser Folge sehr authentische Geschichten aus dem Polizeialltag erzählte. Sie gilt als Vorläufer der preisgekrönten Serie Polizeirevier Hill Street (Hill Street Blues). Überhaupt hat die Arbeit von Joseph Wambaugh sowohl die Polizeiromane als auch die Filmwelt maßgeblich geprägt und dem vereinfachten Polizistenbild der Zeit davor eine große Tiefe und Realitätsnähe verliehen.
In den 1980er und 1990er Jahren veröffentlichte er weitere Romane, bei denen er die Richtung des schwarzen Humors à la Joseph Heller einschlug, aber auch weitere Tatsachenromane mit Schilderungen tatsächlicher Polizeifälle.
1992 gab es eine länger anhaltende, erbitterte Kontroverse um Wambaughs Tatsachenroman Echoes In The Darkness (dt. Der Susan-Reinert-Fall) aus dem Jahre 1987, in dem es um den Mord an der Lehrerin Susan Reinert in der Nähe von Philadelphia ging. Man warf Wambaugh vor, Geld für Informationen an die Anklagebehörden bezahlt zu haben, bevor es überhaupt zu einer Anklage gekommen war. Das Urteil im Fall Reinert wurde vom Obersten Gerichtshof des Staates Pennsylvania später revidiert.
Wambaughs späterer Tatsachenroman The Blooding (1989, dt. Nur ein Tropfen Blut) gilt als erstes literarisches Werk, das das neue forensische Verfahren des genetischen Fingerabdrucks zum Thema macht. Dabei geht es um einen Doppelmord in Leicester, England, bei dem 1987 zum ersten Mal der Täter mit Hilfe des genetischen Fingerabdrucks überführt wurde.
Eine größere Aufmerksamkeit erreichte Wambaugh in Deutschland mit seinem Roman The Secrets Of Harry Bright (dt. Der Rolls-Royce-Tote), für den er 1988 mit dem Deutschen Krimipreis (International 1) ausgezeichnet wurde. 2004 ehrten ihn die Mystery Writers of America für sein Lebenswerk mit dem Grand Master Award, der höchsten und prestigeträchtigsten Auszeichnung für Krimiautoren in den USA.
Er starb am 28. Februar 2025 im Alter von 88 Jahren in Rancho Mirage.

## Bibliografie
Romane
- 1970 The New Centurions (Nachtstreife, dt. von Sepp Leeb; Heyne, München 1985, ISBN 3-453-05794-5)
- 1972 The Blue Knight (Der müde Bulle, dt. von Sepp Leeb, Heyne, München 1983, ISBN 3-453-01754-4)
- 1975 The Choirboys (Die Chorknaben, dt. von Sepp Leeb, Heyne, München 1984, ISBN 3-453-01868-0)
- 1978 The Black Marble (Ein guter Polizist, dt. von Sepp Leeb, Heyne, München 1982, ISBN 3-453-01637-8)
- 1981 The Glitter Dome (Der Hollywood-Mord, dt. von Inge und Friedhelm Werremeier, Heyne, München 1985, ISBN 3-7770-0246-1)
- 1983 The Delta Star (Der Delta-Stern, dt. von Inge und Friedhelm Werremeier, Hestia, Bayreuth 1984, ISBN 3-4530-0739-5)
- 1985 The Secrets of Harry Bright (Der Rolls-Royce-Tote, dt. von Nikolaus Stingl, Zsolnay, Wien 1987, ISBN 3-7770-0342-5)
- 1990 The Golden Orange (Ein kalifornischer Traum, dt. von Dietlind Kaiser, Hestia, Bayreuth 1991, ISBN 3-8945-7001-6)
- 1992 Fugitive Nights (Flucht in die Nacht, dt. von Dietlind Kaiser; C. Bertelsmann, München 1993, ISBN 3-442-42816-5)
- 1993 Finnegan’s Week
- 1996 Floaters (Wasserpatrouille, dt. von Bernhard Schmid; Ullstein, Berlin 1997, ISBN 3-550-08234-7)
- 2006 Hollywood Station (dt. von Michael Kubiak, Bastei Lübbe, Bergisch, Gladbach 2008, ISBN 978-3-404-15836-2)
- 2008 Hollywood Crows (Sunset Boulevard, dt. von Rainer Schumacher; Bastei Lübbe, Bergisch Gladbach 2009, ISBN 978-3-404-15977-2)

Tatsachenromane
- 1973 The Onion Field (Tod im Zwiebelfeld, dt. von Sepp Leeb, Heyne, München 1984, ISBN 3-4530-1972-5)
- 1984 Lines and Shadows (Die San-Diego-Mission, dt. von Friedhelm Werremeier, Heyne, München 1988, ISBN 3-453-02516-4)
- 1987 Echoes In The Darkness (Der Susan-Reinert-Fall, dt. von Nikolaus Stingl, Hestia, Bayreuth 1991, ISBN 3-453-04826-1)
- 1989 The Blooding (Nur ein Tropfen Blut, dt. von Dietlind Kaiser; Heyne, München 1992, ISBN 3-453-05693-0)
- 2002 Fire Lover

Verfilmungen
- 1972 The New Centurions (Polizeirevier Los Angeles Ost, Regie: Richard Fleischer)
- 1975 The Blue Knight (Street Cop, Regie: Robert Butler)
- 1977 The Choirboys (Die Chorknaben, Regie: Robert Aldrich)
- 1979 The Onion Field (Mord im Zwiebelfeld, Regie: Harold Becker)
- 1980 The Black Marble (Nieten unter sich, Regie: Harold Becker)
- 1987 Echoes in the Darkness (Schatten in der Dunkelheit, Fernsehfilm, Regie: Glenn Jordan)
- 1993 Fugitive Nights: Danger in the Desert (Fernsehfilm, Regie: Gary Nelson)

Drehbücher
- 1973 The Police Story (zusammen mit E. Jack Neumann; Fernsehfilm, Regie: William A. Graham)
- 1977 The Choirboys (zusammen mit Christopher Knopf)
- 1979 The Onion Field
- 1980 The Black Marble
- 1987 Echoes in the Darkness
- 1993 Fugitive Nights: Danger in the Desert